# Abborrtjärnen (Ore socken, Dalarna, 677509-146077)
Abborrtjärnen är en sjö i Rättviks kommun i Dalarna och ingår i Dalälvens huvudavrinningsområde.